# Szkaplerz wandejski
Szkaplerz wandejski – powieść polskiej pisarki Haliny Popławskiej z 1998 roku.
Akcja powieści rozgrywa się w czasie Rewolucji Francuskiej oraz będącej jej konsekwencją wojen wandejskich. Główną bohaterką jest Sydonia de Bellune, młoda kobieta pochodząca z arystokracji francuskiej, którą zastają w Paryżu wydarzenia rewolucyjne. Zawierucha wywołana przez rewolucję oddziela ją od narzeczonego, Franciszka, który musi uciekać do Anglii. Sydonia również nie czuje się bezpieczna w Paryżu, gdzie trwają polowania na arystokratów. Udaje się jej wyjechać do Wandei, gdzie o mały włos nie zostaje aresztowana. Ratuje ją szanowany przez wszystkich stolarz Gwenael Lennec, który udziela jej gościny w swoim domu na wsi. Wybucha powstanie wandejskie. Lud Wandei buntuje się przeciwko "władzy ludu" i walczy o wolność społeczną i religijną przeciwko fanatykom zaślepionym ideałami rewolucyjnymi, którzy nie cofają się przed żadnym okrucieństwem.
Książka w plastyczny sposób opisuje okrucieństwa, na które narażeni są ze strony wojsk Republiki obrońcy Wandei. Wielka Armia Katolicka i Królewska prowadzi nierówną walkę z dobrze wyszkoloną i zaopatrzoną armią Republiki, jednak przywódcy powstania, jak chociażby François de Charette dokonują cudów męstwa. Idą do walki z naszytym na piersi symbolem: czerwonym sercem z krzyżem okolonym napisem  Bóg i Król. Jest to właśnie szkaplerz wandejski. Pomimo męstwa powstańców wojna kończy się ich klęską. Charette zostaje stracony, a jeszcze wcześniej ginie Gwen Lennec. Sydonia zaś podejmuje się opieki nad kilkoma sierotami i postanawia nie wracać do Paryża, ale związać resztę swego życia z Wandeą.
Powieść pokazuje więc okrucieństwa wojen wandejskich od strony niewinnej, a jednak cierpiącej kobiety. Ukazuje jej rozterki duchowe ale także ciężką walkę o przetrwanie, którą bohaterka potrafi pogodzić z wiernością swoim ideałom i wartościom. Książka ukazuje również obraz okrucieństwa wojen wandejskich i towarzyszących im represji republikańskich.